# Quezaltepeque
Quezaltepeque – miasto w Salwadorze; w departamencie La Libertad; 29 800 mieszkańców (2006). Przemysł spożywczy, włókienniczy.